# Diritti LGBT nella Repubblica Centrafricana

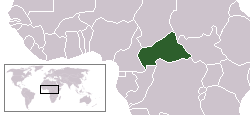
Localizzazione della Repubblica Centrafricana

Le persone LGBT nella Repubblica Centrafricana non sono legalmente perseguite, ma le coppie dello stesso sesso e le famiglie guidate da coppie dello stesso sesso non hanno diritto alle stesse tutele legali disponibili per le coppie formate da individui di sesso opposto. Non esistono protezioni contro la discriminazione basata sull'identita di genere o orientamento sessuale.

## Leggi sull'attività sessuale tra persone dello stesso sesso
L'omosessualità è da sempre legale all'interno del paese.

Tuttavia, il rapporto sui diritti umani del Dipartimento di Stato degli Stati Uniti del 2012 ha rilevato che:
Il codice penale criminalizza l'attività sessuale omosessuale consensuale. La pena per "pubblica espressione d'amore" tra persone dello stesso sesso è la reclusione da sei mesi a due anni o una multa che va da 150.000 a 600.000 franchi CFA ($ 300 e $ 1.200); tuttavia, non ci sono notizie che la polizia abbia arrestato o detenuto nel 2012 in base a queste disposizioni.

## Riconoscimento delle relazioni omosessuali
Non esiste alcun riconoscimento legale delle coppie dello stesso sesso.

## Diritto di adozione
Le persone single e sposate hanno i requisiti per adottare i bambini.

## Condizioni di vita
La relazione sui diritti umani del Dipartimento di Stato degli Stati Uniti del 2012 ha rilevato che:
Mentre esiste una discriminazione ufficiale basata sull'orientamento sessuale non ci sono state segnalazioni di governi che hanno preso di mira gay e lesbiche. Tuttavia, la discriminazione sociale contro le persone lesbiche, gay, bisessuali e transgender era radicata e molti cittadini attribuivano l'esistenza dell'omosessualità a un'indebita influenza occidentale. Non c'erano organizzazioni note che difendessero o lavorassero per conto di persone LGBT.

## Tabella riassuntiva
| Attività e relazioni sessuali legali                                | (da sempre legale) |
| Parità dell'età di consenso                                         | (da sempre legale) |
| Leggi anti-discriminazione sul lavoro                               | No                 |
| Leggi anti-discriminazione nella fornitura di beni e servizi        | No                 |
| Leggi anti-discriminazione in tutti gli altri settori               | No                 |
| Matrimonio egualitario                                              | No                 |
| Unione civile                                                       | No                 |
| Adozione                                                            | No                 |
| Autorizzazione a prestare servizio nelle forze armate               |                    |
| Diritto di cambiare legalmente sesso                                |                    |
| Surrogazione di maternità                                           | No                 |
| Permesso alle donne lesbiche di accedere alla fecondazione in vitro | No                 |
| Permessa la donazione di sangue per le persone omosessuali          | No                 |